# هيرمان جورج بيرغر
هيرمان جورج بيرغر (بالفرنسية: Herman Georges Berger)‏ هو مبارز بالسيف فرنسي، ولد في 1 أغسطس 1875 في باسنز جيروند في فرنسا، وتوفي في 13 يناير 1924 في نيس في فرنسا.

## وصلات خارجية
- هيرمان جورج بيرغر على موقع أوليمبيديا (الإنجليزية)